# Vicenç Capdevila
Vicenç Capdevila (28 de outubro de 1936 - 21 de março de 2020) foi um advogado e político espanhol.

## Biografia
Foi prefeito do L'Hospitalet de Llobregat de 1973 a 1977, e deputado do Congresso de 1977 a 1979, representando Barcelona, como parlamento membro da Catalunha de 1980 a 1984, representando Barcelona.
Morreu em 21 de março de 2020 da COVID-19 durante a pandemia de COVID-19 na Espanha aos 83 anos de idade.